# Aeschynomene pararubrofarinacea
Aeschynomene pararubrofarinacea är en ärtväxtart som beskrevs av J.Leonard. Aeschynomene pararubrofarinacea ingår i släktet Aeschynomene och familjen ärtväxter. Inga underarter finns listade i Catalogue of Life.